# Miyanomori
Il Miyanomori (nome ufficiale in giapponese: 宮の森ジャンプ競技場, Miyanomori-jampu-kyōgijō?) è un trampolino situato a Sapporo, in Giappone.

## Storia
Fu costruito nel 1969 al fine di ospitare le gare di salto dal trampolino normale e di combinata nordica degli XI Giochi olimpici invernali; quella dal trampolino lungo si disputò sull'Ōkurayama. In seguito l'impianto ha ospitato alcune gare dei Campionati mondiali di sci nordico 2007, oltre a numerose tappe della Coppa del Mondo di combinata nordica e della Coppa del Mondo di salto con gli sci.

## Caratteristiche
All'epoca delle Olimpiadi il trampolino aveva un punto K 70; in seguito è stato ristrutturato e ora ha un punto K 90, per cui è un trampolino normale (HS 100). Il primato ufficiale di distanza, 102 m, è stato stabilito dal polacco Adam Małysz nel 2007, anche se quello ufficioso (106 m) è stato marcato dal tedesco Eric Frenzel nello stesso anno. Il primato femminile appartiene alla giapponese Sara Takanashi (103 m nel 2014).